# Macrospondylus
Macrospondylus — вимерлий рід махімозавридних телеозавроїдних крокодилоподібних з ранньої юри (тоар) Європи. Скам'янілості відомі з Posidonia Shale у Німеччині, Whitby Mudstone у Великобританії та "schistes bitumineux" у Люксембурзі.

## Еволюційні зв'язки

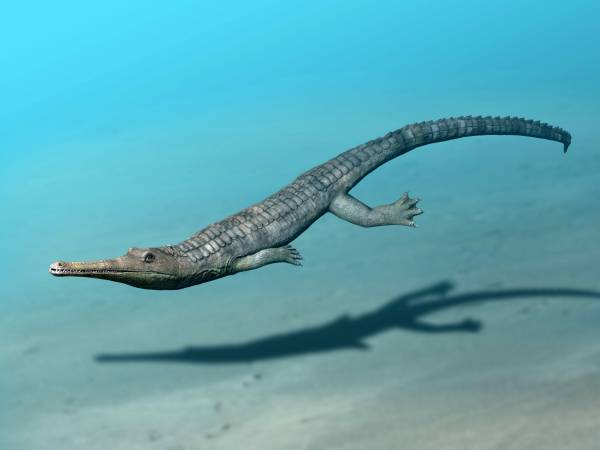
Художня реставрація

Macrospondylus історично був синонімом стенеозавра. Проте філогенетичний аналіз Thalattosuchia 2005 року не підтвердив монофілії стенеозаврів, оскільки обидва роди Machimosaurus і Teleosaurus належали до Steneosaurus. Посилення парафілії стенеозавра, Young et al. (2012), Ősi та ін. (2018) та Wilberg et al. (2019) знайшли Steneosaurus bollensis та інші види стенеозаврів у різних місцях у Teleosauridae.
У 2016 році його довжина була оцінена в 5,5 м, що робить його найбільшим відомим крокодиломорфом ранньої юрського періоду. У 2020 році рід формально відроджено.